# J'ai tué ma mère
J'ai tué ma mère (conocida en Hispanoamérica como Yo maté a mi madre, y en España como He matado a mi madre) es una película canadiense del año 2009, siendo el film debut como director del ya actor Xavier Dolan, estrenándose en el Festival de Cannes del mismo año. La atención de la prensa internacional llegó cuando ganó tres premios en la Quinzaine des Réalisateurs (Quincena de Realizadores) en este mismo festival, al punto que después de ser emitida, la película recibió una ovación de pie durante ocho minutos. El film fue proyectado en 12 cines de Quebec y 60 de Francia, lo que hizo que no lograra una gran recaudación en taquilla.

## Argumento
La película comienza con un monólogo de Hubert Minel en blanco y negro explicando que adora a su madre, pero que no soporta ser su hijo. También relata que antes, cuando él era más joven, la relación era mejor.
Hubert es un adolescente de 16 años que vive en un suburbio de Montreal con su madre, Chantale, quien se divorció del padre de Hubert, Richard, cuando él era un niño aún. El padre no participa en la crianza y Hubert explica que la madre se casó y lo concibió porque eso es lo que se espera generalmente de las mujeres. 
Con sencillas escenas se transmite el profundo conflicto madre e hijo, desde el comienzo Hubert le reprocha a su madre sus modales al comer o que se maquille mientras conduce. Al adolescente todo le molesta de su madre, básicamente la ve como una persona vulgar, inmadura y de mal gusto. La casa se muestra oscura, lúgubre y la madre frente a la televisión dan la idea de una depresión encubierta.
En el colegio reciben la tarea de entrevistar a los padres, luego harán una "estadística" sobre cuestiones como el trabajo/profesión de los progenitores y los ingresos del hogar. Hubert se siente avergonzado y para evitar hacer el trabajo le dice a la profesora, la Sra. Cloutier, que su madre ha muerto. Más tarde Cloutier se entera de que esto no es cierto, expresa esta mentira como "mataste a tu madre". Esto inspira a Hubert a escribir un ensayo para la escuela titulado "I killed my mother".
Para ese entonces, Chantale interrumpe la clase escandalosamente señalando a su hijo frente a todos. Situación que avergüenza aún más a Hubert. Ese día la profesora Cloutier entra en confidencia con el muchacho y le explica que también tiene una relación conflictiva con su padre, hace diez años que no se hablan.
Hubert ama a su madre, pero la relación es realmente violenta, por lo que se cuestiona el argumento, si esto es amor. La comunicación entre ellos está rota. El protagonista, como todo adolescente, sufre "adolesce" por ya no ser un niño (en realidad ambos añoran la comunicación en su niñez) pero esta edad para él tiene una dificultad adicional, enfrentar su homosexualidad.
Hubert tiene un novio, Antonin y mantiene una buena relación con él. La casa de Antonin no deja de ser un refugio para Hubert, donde observa una relación madre-hijo totalmente diferente. En otras ocasiones el protagonista busca modelos externos y dialoga con su madre de las estadísticas de las relaciones madre-hijo, comparándose con su clase u otros, también añora la relación que no tienen, culpándose "quizá yo no nací para tener madre".
Chantale se entera, a través de Hélène Rimbaud, la madre de Antonin, del noviazgo que mantiene con Hubert. Chantale, en cierta medida, acepta la homosexualidad de su hijo, sin embargo parece que le duele que no se lo dijera. Hubert intenta buscar soluciones a la relación rota, por ejemplo; propone vivir en su propio apartamento, y está feliz de que su madre diga que es una buena idea, pero al día siguiente, ella cambia de opinión y no se lo permite, diciendo que es demasiado joven.
Hubert se encuentra haciendo lo posible por mejorar la relación filial, en otra ocasión arregla la casa y cocina para su madre pero sistemáticamente aparece la frustración por no conseguir lo que quisiera.
La relación se sigue deteriorando y Hubert se va a vivir a lo de la profesora, diciendo que se va a lo de su novio para evitarle que ella tenga un serio problema en su trabajo.
Por primera vez en la película aparece Richard, el padre, y lo invita a cenar espaguetis "como cuando eran niños", Hubert está feliz, ilusionado. Sin embargo, al llegar a casa de su padre, lo espera Chantale y ambos le dicen que van a mandarlo a un internado en Coaticook. Hubert muestra cólera con la decisión de sus padres que le implica dejar su lugar y lo que quiere. 
La profesora Cloutier lo ha inscrito en un concurso de poesía y escritura e intenta convencerlo de que participe, aunque vaya al internado.
En el internado Hubert conoce a Eric, con quien tiene una aventura. Eric invita a Hubert a ir a una discoteca con los otros estudiantes, en donde se besan y Hubert toma speed. Entonces toma el metro de vuelta a casa, despierta a su madre, y tiene una emotiva conversación con ella. A la mañana siguiente, envía a Hubert de vuelta al internado. Nuevamente la frustración y la cólera.
De regreso al internado, Hubert es golpeado por varios compañeros. Al día siguiente escapa, gracias a Antonin, quién ha cogido prestado el coche de su madre. El director del internado llama a Chantale para informarle que su hijo se ha escapado y es "la primera vez que sucede una cosa así" revela la nota Hubert dejó, diciendo que estará "en su reino". El director también comienza a dar charlas y consejos a Chantale culpándola del suceso y de "la falta de una imagen y autoridad masculina para Hubert" lo que hace que ella tenga un arranque de ira contra el director y su soberbia. Chantale sabe exactamente dónde está el "reino" de Hubert, la casa en que vivió cuando era un niño con sus padres y, de hecho, Hubert y Antonin están ahí. Chantale se sienta junto a Hubert con vistas a la playa. La película termina con clip de una película de la casa en la que Hubert juega con su madre cuando era pequeño.

## Reparto
- Xavier Dolan como Hubert Minel.
- Anne Dorval como Chantale Lemming.
- Suzanne Clément como Julie Cloutier.
- François Arnaud como Antonin Rimbaud.
- Niels Schneider como Éric.
- Patricia Tulasne como Hélène Rimbaud.
- Pierre Chagnon como Richard Minel.
- Monique Spaziani como Denise.
- Benoît Gouin como Principal Nadeau.

## Producción
Xavier Dolan escribió el guion cuando tenía 16 años. En una entrevista para el periódico canadiense de tirada francesa, Le Soleil, dijo que en cierta manera era una autobiografía.
La película al principio fue financiada por Dolan, pero cuando la necesidad de más dinero surgió, pidió subvenciones tanto a Téléfilm y a SODEC, ambas las rechazaron por razones distintas. SODEC, al que había encantado el proyecto, rechazó el proyecto porque este fue expuesto a un departamento muy comercial, entonces apoyó a Dolan para que lo presentase ante un departamento más "indie", como así hizo. En 2008, SODEC le dio a Dolan una subvención de 400.000 $. En total, la película costó alrededor de 800.000 C$. Dolan dijo que el sistema para adquirir la financiación es "[...] un mecanismo de financiación obsoleto que mantiene rehén a las nuevas esperanzas de Quebec".

## Recepción crítica
La película recibió críticas generalmente positivas de los críticos. Rotten Tomatoes informó que el 73% de los críticos profesionales dio a la película una crítica positiva. Peter Howell del Toronto Star dijo que "Lo que lo hace extraordinario es la profundidad de su sentimiento, la edad de Dolan lo hace aún más impresionante: él tenía sólo 19 años cuando hizo esto". Peter Brunette del Hollywood Reporter calificó de "irregular pero divertida y la comedia adolescente audaz de un principiante con talento".

## Premios y reconocimientos
Dolan ganó tres premios en el Festival de Cannes de 2009:
- Premio C.I.C.A.E.
- Premio al joven a observar
- SACD Prize (Quinzaine des Réalisateurs)

Aparte también ganó varios premios en distintos festivales del circuito:
- Premio del Festival de Cine de Zagreb de 2009
- Premio del Festival de Cine de Róterdam de 2009
- Golden Puffin del Festival Internacional de Cine de Reykjavik
- Premio Principal de 2MORROW (Moscú)
- Premio del Jurado a la Mejor Película Canadiense en el Festival Internacional de Cine de Vancouver
- Círculo de Críticos de Vancouver: Mejor Actor Canadiense (Xavier Dolan), Mejor Actor Secundario (François Arnaud), Mejor Director Canadiense (Xavier Dolan) y Mejor Película Canadiense

El 22 de septiembre de 2009, Téléfilm anunció que había sido seleccionada como la representante canadiense para la categoría de Mejor Película en Idioma Extranjero en los Oscar 2009. La película también ganó el Premio Claude Jutra a la Mejor Película de un Director Novel.